# 林子廉
林子廉（1811年11月1日—1868年10月9日），彭亨北根華人甲必丹，爲當地目前已知的六位甲必丹之一。林子廉的神主牌於1972年被發現。

## 生平
1972年，漢學家傅吾康與陳鐵凡二度造訪馬來西亞彭亨北根。前一年他們已在當地一所木屋小廟「伯公廟」發現了甲必丹黃學科的神主牌，以及廟內最古老文物，即乾隆癸未（1763年）的「大唐本頭公」神位。此次，傅吾康與陳鐵凡在衛理女子中學校長李錦文的引導下，意外發現另外四位甲必丹的神位，其中包括林子廉甲必丹 ，以及某甲必丹（？－1875年）、陳甲必丹（1821年－1882年）和鄭昌俊甲必丹（1827年－1894年）。
從林子廉的神主牌上所寫「（外）顯考特授彭亨甲必丹林公子廉之位（內）生於嘉慶辛未年九月十六日 時建生，卒於同治戊辰年八月廿四日未時歸終」得知，林子廉生於1811年11月1日，卒於1868年10月9日，享年57歲。
1838年，馬來作家文西阿都拉受新加坡峇峇委託，与一行人乘船到當時爆發內戰的吉蘭丹呈交書信予馬來拉惹。根據阿都拉所寫的遊記，他們曾在彭亨停留，來到了北根的華人村落，岸上有幾百位馬來人和華人手持槍矛和各種武器等候。當時的華人甲必丹跟拿督盤陀訶羅去了日賴（Jelai）的金礦。按照神主牌的生卒年推斷，這位華人甲必丹應該是林子廉。當時北根的華人都是客家人，屋子是用亞答蓋建，他們娶峇厘或馬來婦女為妻，小孩講中國話的比馬來話的多。當地還有一間小亞答屋，那是華人的神廟。